# منريكورديت
منريكورديت هو معدن نادر من معادن الكربونات ينتمي إلى مجموعة الدولوميت ويحوي على الزنك والكالسيوم، ولوحدته البنائية الصيغة CaZn[CO3]2.
يتبلور المعدن وفق نظام بلوري ثلاثي متساوي الأحرف، وعادة ما تكون بلوراته ذات لون أبيض أو تكون عدمية اللون. سمي هذا المعدن على اسم الدورية العلمية  The Mineralogical Record.